# Encore trop maigre pour l'amour ?
Pour plus de détails, voir Fiche technique et Distribution.
Encore trop maigre pour l'amour ? (Für die Liebe noch zu mager?) est une comédie dramatique est-allemande réalisée par Bernhard Stephan (de), sortie en 1974.

## Fiche technique
- Titre original : Für die Liebe noch zu mager? ou Wo die Liebe hinfällt ou Das macht, es hat die Nachtigall
- Titre français : Encore trop maigre pour l'amour ?[2],[3]
- Réalisateur : Bernhard Stephan (de)
- Scénario : Manfred Freitag (de), Joachim Nestler (de), Bernhard Stephan (de)
- Photographie : Hans-Jürgen Kruse (de)
- Montage : Brigitte Krex (de)
- Musique : Klaus Renft (de), Levente Szörényi
- Producteur : Heinz Herrmann
- Sociétés de production : Deutsche Film AG
- Pays de production :  Allemagne de l'Est
- Langue de tournage : allemand
- Format : couleur Orwo - 1,66:1 - Son mono - 35 mm
- Durée : 86 minutes (1h26)
- Genre : comédie dramatique
- Dates de sortie :
  - Allemagne de l'Est : 25 avril 1974
  - Hongrie : 19 juin 1975
  - Allemagne de l'Ouest : 13 novembre 1975

## Distribution
- Simone von Zglinicki (de) : Susanne
- Christian Steyer : Lutz
- Norbert Christian (de) : le père de Susanne
- Ursula Staack (de) : Daisy
- Karl Thiele (de) : Martin
- Carl-Hermann Risse (de) : Alfons, un frère de Susanne
- Uwe Kockisch : Wolfgang, un frère de Susanne
- Fred Delmare : Ossi